# Везиров, Наджаф-бек Фатали-бек оглы
Наджаф-бек Фатали-бек оглы Везиров (азерб.  نجف بك وزیروف, Nəcəf bəy Fətəli bəy oğlu Vəzirov; 1854, Шуша, Шушинский уезд, Елизаветпольская губерния, Российская империя — 9 июля,1926, Баку) — азербайджанский писатель, драматург, публицист, театральный деятель. Автор первой азербайджанской трагедии «Горе Фахреддина» и один из основателей азербайджанского театра. Впоследствии получил прозвище «мусульманский Островский».

## Биография
Наджаф-бек Везиров родился в «весенние месяцы» 1854 года в Шуше в обнищавшей дворянской семье. Точные число и месяц рождения писателя не вполне установлены. Из справки врача, констатировавшего его смерть, можно сделать вывод о том, что он родился в 1850 году. В одном из документов датой рождения указан вовсе 1856 год. О том, что Наджаф-бек Везиров родился в 1854 году свидетельствуют его автобиография и справка, выданная ему народным комиссариатом земледелия Азербайджанской ССР от 28 декабря 1920 года.
Его отец был одним из обнищавших беков селения Зумурхач Карабахской области. Вследствие болезни он потерял трудоспособность, потому семья испытывала трудности. Первоначальное образование Наджаф-бек Везиров получил в приходской школе («моллахана»); здесь он частично знакомится с персидским языком. В автобиографии писатель писал: «Мне стукнуло 12 лет, когда меня определили в школу. В течение трёх месяцев я научился чтению корана и приступил к письму». Спустя год он поступил в Шушинское городское училище. Преподаватель, к которому его определили, бил своего ученика. Не выдержав побоев и издевательств, Везиров вынужден был сбежать из этой школы. В 1868 году он отправился в Баку, намереваясь поступить на учёбу. В автобиографии Наджаф-бек Везиров писал: «Мой отъезд разрушал надежду матери, возмечтавшей о том, что мол я стану сельским писарем, буду опорой семьи, знавшей одни лишения и полуголодное существование. Отец мой был человеком болезненным и безынициативным. Нас содержала мать на свои трудовые копейки. Родня наша была безучастна к нашей судьбе и нам не оказывала абсолютно никакой помощи. Их несочувствие и индифферентность меня раздражали. Я болезненно реагировал на это. И каждый раз, когда я вспоминаю то далёкое, но неимоверно трудное положение, сердце моё обливается кровью».
Везирову удалось поступить в Бакинское реальное училище (реальную гимназию). Здесь он знакомится с Гасан-беком Зардаби, преподающем в этой же гимназии. Видя интерес своего ученика к театру, Г. Зардаби привлекает молодого человека к постановке комедии «Гаджи Кара» М. Ф. Ахундова. В эти годы учёбы Н. Везиров, проявляя интерес к литературному творчеству, занимался репетиторством. Окончив реальное училище с серебряной медалью, он продолжил учёбу в России, сначала в Санкт-Петербурге, а затем, после болезни, переехал в Москву и поступил в Петровскую сельскохозяйственную академию.
Годы учёбы оставили след в творческом формировании Н. Везирова. В стенах Петровско—Разумовской академии, бывшей рассадником революционных идей среди студентов, он проникается освободительными идеями и настроениями, сближается с передовой молодёжью. С этого времени начинается его дружба с В. Г. Короленко (1853—1921), ставшим впоследствии известным русским писателем. В годы учёбы в академии Н. Везиров сотрудничает с Гасан-беком Зардаби, посылая в его газету «Экинчи» различного рода публицистические статьи и очерки. Окончив учёбу в Москве, Н. Везиров некоторое время работает лесничим в Дилижане, но в связи с закрытием Петровско — Разумовской академии из-за неблагонадёжности и революционности её учащихся, он, как выпускник её, был освобождён от занимаемой должности лесничего. Приехав в Баку, Везиров сдаёт экзамен на адвоката и начинает служить в качестве защитника бедных и обездоленных в городском суде, где имеет возможность вблизи наблюдать бюрократизм чиновников, социальные и бытовые конфликты городской среды, что обогащает его опыт как драматурга и публициста.
Наджаф-бек Везиров приветствовал установление Советской власти в Азербайджане в 1920 году. В советское время он был назначен старшим инспектором Лесного управления Народного комиссариата земледелия. Одновременно работал в Баку преподавателем техникума Земельного строительства и мелиорации им. Агамалы оглы. Он скончался 9 июля 1926 году в Чухур-юрте от сердечного заболевания. Похоронен в Баку.

## Творчество
Наджаф-бек Везиров написал около 15 драматических произведений, реалистически отображающих быт и нравы азербайджанских помещиков, купцов и буржуазных дельцов конца XIX— начала XX века.
В своих комедиях «Мясо тебе, а кости мне» (1873) и «Картина домашнего воспитания» (1875) Н. Везиров остро критиковал старую школу, принципы патриархального воспитания. В пьесе «Несчастная» (1874) показывал бесправное положение женщины-азербайджанки, призывал к борьбе с темнотой и косностью, к просвещению народа. В своих юношеских пьесах Везиров обличал отсталый азербайджанский быт, выступал против бескультурья, унижения человеческого достоинства. Ещё более глубокий социальный смысл приобрели пьесы, написанные в 1890—1905. Одна из лучших комедий Везирова «Осталось лишь одно название» (1891) показывает экономическое и моральное разложение дворянства. Тип купца-самодура (Гаджи Гамбар) изображен в комедии «Из-под дождя да в ливень» (1895). В комедии «Герои наших дней» (1898) Везиров впервые в азербайджанской литературе показал дельца, разбогатевшего от спекуляции нефтеносными землями, которые он скупал за бесценок у крестьян. Везиров написал первую в азербайджанской драматургии трагедию «Горе Фахреддина» (1896), в которой создал образ молодого дворянина-либерала, протестующего против феодальных порядков, стремящегося к преобразованию патриархального уклада жизни, распространению культуры. Среди других комедий Везирова — «Камень, брошенный вслед, угодит в пятку» (1890), «Позднее раскаяние плодов не дает»(1890). Пьесы Везирова ставились впервые в любительских спектаклях в Баку и в Шуше. С XX века вошли в репертуар всех азербайджанских театров. В 1873—1912 годах Наджаф-бек Везиров выступал как организатор спектаклей и режиссёр в бакинской труппе.
После установления Советской власти в Азербайджане написал пьесу «Начало нового века» (1924), в которой горячо приветствовал власть трудящихся. Продолжатель реалистических традиций М. Ф. Ахундова, Везиров отобразил в своем творчестве «тёмное царство» азербайджанских дворян, купцов, капиталистов. Творчество его отмечено верностью бытового колорита, яркостью характеристик, сочностью народного языка. Бытовые реалистические драмы Везирова отличаются сатирической направленностью. Везиров поднимал актуальные для своего времени вопросы, но полагал, что нравы могут быть изменены путём распространения просвещения. Большое влияние на творчество Везирова оказала русская литература, в частности драматургия А. Н. Островского.